# 国务院常务会议 (第十二届)
国务院常务会议（第十二届），是第十二届中华人民共和国国务院在第十二届全国人民代表大会任期内（2013年3月16日至2018年3月18日）举行的常务会议。

## 组成人员
| 排名 | 肖像 姓名        | 党职                                                          | 公职                                      | 分工 |
| ---- | ---------------- | ------------------------------------------------------------- | ----------------------------------------- | --- |
| 1    | 李克强           | 中央政治局常委 国务院党组书记                                 | 国务院总理                                | 统一领导国务院四位副总理及五位国务委员 |
| 2    | 张高丽           | 中央政治局常委 国务院党组副书记                               | 国务院副总理                              | 主要分管财政、发展改革、国土资源、环保、住建等部门 第一次全国地理国情普查领导小组组长 国务院食品安全委员会主任                                 |
| 3    | 刘延东 （女）    | 中央政治局委员 国务院党组成员                                 | 国务院副总理                              | 主管教科文、卫生、体育工作 国家科技教育领导小组副组长 国务院深化医药卫生体制改革领导小组组长 国务院学位委员会主任 国务院妇女儿童工作委员会主任 |
| 4    | 汪 洋            | 中央政治局委员 国务院党组成员                                 | 国务院副总理                              | 主管农林、水利和商务、旅游工作 国家防汛抗旱总指挥部总指挥 国务院抗震救灾指挥部指挥长 国务院扶贫开发领导小组组长 国务院食品安全委员会副主任     |
| 5    | 马 凯            | 中央政治局委员 国务院党组成员                                 | 国务院副总理                              | 主管工业、交通、金融和人力资源社会保障工作 国务院安全生产委员会主任 国务院农民工工作领导小组组长 国务院促进中小企业发展工作领导小组组长        |
| 6    | 杨 晶 （蒙古族） | 中央书记处书记 国务院党组成员 中央国家机关工委书记            | 国务委员兼国务院秘书长                    | 主管国务院办公厅工作 |
| 7    | 常万全 上将      | 中央委员 中共中央军委委员 国务院党组成员                      | 国家中央军委委员 国务委员兼国防部部长     | 中央外事/国安工作领导小组组员 国家边海防委员会主任                                                                                             |
| 8    | 杨洁篪           | 中央委员 国务院党组成员                                       | 国务委员                                  | 中央外事/国安工作领导小组组员 中央外事/国安工作领导小组办公室主任                                                                              |
| 9    | 郭声琨 总警监    | 中央委员 中央政法委副书记 国务院党组成员 武警部队党委第一书记 | 国务委员兼公安部部长 武警部队第一政治委员 | 中央外事/国安工作领导小组组员 国家禁毒委员会主任 国家反恐怖工作领导小组组长 国务院安全生产委员会副主任                                         |
| 10   | 王 勇            | 中央委员 国务院党组成员                                       | 国务委员                                  | 中央财经领导小组成员 国务院安全生产委员会副主任 国家减灾委员会主任 国务院残疾人工作委员会主任 全国老龄工作委员会主任                           |

## 历次常务会议

### 2013年
- 第1次常务会议（2013年3月18日）：重点研究推进政府职能转变事项。[3]
- 第2次常务会议（2013年3月27日）：研究确定今年政府重点工作的部门分工。[4]
- 第3次常务会议（2013年4月3日）：部署开展现代农业综合配套改革试验工作。[5]
- 第4次常务会议（2013年4月10日）：决定进一步扩大营业税改征增值税试点，要求继续做好人感染H7N9禽流感防控工作。[6]
- 第5次常务会议（2013年4月17日）[7]
- 第6次常务会议（2013年4月24日）：部署安排进一步做好四川芦山抗震救灾工作，把损失减少到最小程度，决定取消和下放一批行政审批事项，推进政府职能转变。[8]
- 第7次常务会议（2013年5月6日）：研究部署2013年深化经济体制改革重点工作，决定再取消和下放一批行政审批事项。[9]
- 第8次常务会议（2013年5月8日）：研究部署抓好当前农业生产、保障市场供应和价格平稳等工作。[10]
- 第9次常务会议（2013年5月15日）：研究进一步部署四川芦山地震灾后过渡性安置并适时启动恢复重建工作，研究做好今年高校毕业生就业工作，决定进一步提高重点高校招收农村学生比例。[11]
- 第10次常务会议（2013年5月31日）：研究部署进一步加强婴幼儿奶粉质量安全工作，围绕转变政府职能通过一批法律修正案草案和废止、修改部分行政法规的决定。[12]
- 第11次常务会议（2013年6月5日）：研究部署进一步加强安全生产工作。[13]
- 第12次常务会议（2013年6月14日）：部署大气污染防治十条措施，研究促进光伏产业健康发展。[14]
- 第13次常务会议（2013年6月19日）：研究部署金融支持经济结构调整和转型升级的政策措施，决定再取消和下放一批行政审批等事项。[15]
- 第14次常务会议（2013年6月26日）：研究部署加快棚户区改造，促进经济发展和民生改善。[16]
- 第15次常务会议（2013年7月3日）：部署审计后整改工作，研究激活财政存量资金，通过《中国（上海）自由贸易试验区总体方案》和《中华人民共和国外国人入境出境管理条例（草案）》。[17]
- 第16次常务会议（2013年7月12日）[18]
- 第17次常务会议（2013年7月17日）[19]
- 第18次常务会议（2013年7月24日）：决定进一步公平税负，暂免征收部分小微企业增值税和营业税；研究确定促进贸易便利化推动进出口稳定发展的措施；部署改革铁路投融资体制，加快中西部和贫困地区铁路建设。[20]
- 第19次常务会议（2013年7月31日）：研究推进政府向社会力量购买公共服务，部署加强城市基础设施建设。[21]
- 第20次常务会议（2013年8月16日）：听取抗旱防汛、粮食生产形势汇报并部署秋季农业重点工作，确定深化改革加快发展养老服务业的任务措施，讨论通过拟提请全国人大常委会审议的关于授权国务院在中国（上海）自由贸易试验区等国务院决定的试验区域内暂停实施有关法律规定的决定草案。[22]
- 第21次常务会议（2013年8月21日）：决定出台严格控制新设行政许可的措施，再取消一批评比达标表彰评估项目，听取对中央企业监督检查情况的汇报。[23]
- 第22次常务会议（2013年8月28日）：研究部署促进健康服务业发展，决定进一步扩大信贷资产证券化试点。[24]
- 第23次常务会议（2013年9月6日）：听取民间投资政策落实情况第三方评估汇报，研究部署有效落实引导民间投资激发活力健康发展的措施。[25]
- 第24次常务会议（2013年9月18日）：研究部署进一步加强政府信息公开工作，审议通过《城镇排水与污水处理条例（草案）》。[26]
- 第25次常务会议（2013年9月25日）：修订政府核准投资项目目录，决定再取消和下放一批行政审批事项，部署进一步加大力度推进保障性安居工程建设。[27]
- 第26次常务会议（2013年10月8日）：部署加强财政扶贫等保民生资金管理和公共资金审计监督，审议通过《畜禽规模养殖污染防治条例（草案）》。[28]
- 第27次常务会议（2013年10月18日）：听取半年多来国务院出台的促改革、调结构措施落实情况汇报，部署进一步抓好夯实经济稳中向好基础的相关工作。[29]
- 第28次常务会议（2013年10月25日）：部署推进公司注册资本登记制度改革，降低创业成本，激发社会投资活力。[30]
- 第29次常务会议（2013年10月30日）：讨论建立健全社会救助制度，推进以法治方式织牢保障困难群众基本生活的安全网。[31]
- 第30次常务会议（2013年11月13日）：部署深入贯彻党的十八届三中全会精神，要求进一步抓好今年年度改革任务落实，全面深化改革，使经济社会发展更有效率、更加公平、更可持续。[32]
- 第31次常务会议（2013年11月20日）：通过关于依法公开制售假冒伪劣商品和侵犯知识产权行政处罚案件信息的意见，决定整合不动产登记职责。[33]
- 第32次常务会议（2013年12月4日）：部署全面改善贫困地区义务教育薄弱学校基本办学条件，决定将铁路运输和邮政服务业纳入营业税改征增值税试点，围绕落实审批制度改革通过修改一批法律的议案，决定修改部分行政法规。[34]
- 第33次常务会议（2013年12月18日）：部署推进青海三江源生态保护、建设甘肃省国家生态安全屏障综合试验区、京津风沙源治理、全国五大湖区湖泊水环境治理等一批重大生态工程。[35]
- 第34次常务会议（2013年12月25日）：听取最低生活保障政策落实督查情况汇报，部署进一步加强和改进低保工作，决定将《社会救助暂行办法（草案）》向社会公开征求意见。[36]

### 2014年
- 第35次常务会议（2014年1月8日）：决定推出进一步深化行政审批制度改革三项措施，部署做好冬春困难群众基本生活保障和提高企业退休人员基本养老金工作。[37]
- 第36次常务会议（2014年1月15日）：部署加快建设社会信用体系、构筑诚实守信的经济社会环境，讨论通过《中华人民共和国安全生产法修正案（草案）》。[38]
- 第37次常务会议（2014年1月22日）：决定改革中央财政科研项目和资金管理办法，部署推进文化创意和设计服务与相关产业融合发展，审议通过《南水北调工程供用水管理条例（草案）》。[39]
- 第38次常务会议（2014年2月7日）：听取关于2013年全国人大代表建议和全国政协委员提案办理工作汇报，决定合并新型农村社会养老保险和城镇居民社会养老保险，建立全国统一的城乡居民基本养老保险制度。[40]
- 第39次常务会议（2014年2月12日）：研究部署进一步加强雾霾等大气污染治理，审议通过《医疗器械监督管理条例（修订草案）》。[41]
- 第40次常务会议（2014年2月26日）：部署加快发展现代职业教育，审议通过《事业单位人事管理条例（草案）》。[42]
- 第41次常务会议（2014年3月19日）：确定《政府工作报告》重点工作部门分工，部署进一步落实不得新建政府性楼堂馆所要求的措施。[43]
- 第42次常务会议（2014年3月25日）：安排马航客机失联事件新情况相关应对工作，部署进一步促进资本市场健康发展，确定今年深化医药卫生体制改革重点工作。[44]
- 第43次常务会议（2014年4月2日）：研究扩大小微企业所得税优惠政策实施范围，部署进一步发挥开发性金融对棚户区改造的支持作用，确定深化铁路投融资体制改革、加快铁路建设的政策措施，讨论通过《中华人民共和国航道法（草案）》。[45]
- 第44次常务会议（2014年4月16日）：分析研究一季度经济形势，部署落实2014年深化经济体制改革重点任务，确定金融服务“三农”发展的措施，决定延续并完善支持和促进创业就业的税收政策。[46]
- 第45次常务会议（2014年4月23日）：确定进一步落实企业投资自主权的政策措施，决定在基础设施等领域推出一批鼓励社会资本参与的项目，部署促进市场公平竞争维护市场正常秩序工作。[47]
- 第46次常务会议（2014年4月30日）：部署支持外贸稳定增长和优化结构有关工作，确定进一步促进高校毕业生就业创业的政策措施，听取关于劳动者基本权益保障工作汇报并提出要求。[48]
- 第47次常务会议（2014年5月14日）：部署加快生产性服务业重点和薄弱环节发展促进产业结构调整升级，讨论通过《中华人民共和国食品安全法（修订草案）》。[49]
- 第48次常务会议（2014年5月21日）：部署加快推进节水供水重大水利工程建设，决定大幅增加国家创投引导资金促进新兴产业发展。[50]
- 第49次常务会议（2014年5月30日）：确定进一步减少和规范涉企收费、减轻企业负担，部署落实和加大金融对实体经济的支持，决定对国务院已出台政策措施落实情况开展全面督查。[51]
- 第50次常务会议（2014年6月4日）：确定进一步简政放权措施促进创业就业，部署石化产业科学布局和安全环保集约发展，讨论通过《中华人民共和国广告法（修订草案）》。[52]
- 第51次常务会议（2014年6月11日）：部署建设综合立体交通走廊打造长江经济带，讨论通过《物流业发展中长期规划》，决定简化合并增值税特定一般纳税人征收率，减轻企业负担。[53]
- 第52次常务会议（2014年6月25日）：部署做好粮食收储和仓储设施建设工作，研究决定完善农产品价格和市场调控机制，确定促进产业转移和重点产业布局调整的政策措施。[54]
- 第53次常务会议（2014年7月2日）：部署严肃整改审计查出问题，确定促进旅游业改革发展的政策措施，决定深化科技成果使用、处置和收益管理改革试点。[55]
- 第54次常务会议（2014年7月9日）：部署加快发展现代保险服务业，决定免征新能源汽车车辆购置税，围绕推进简政放权，通过相关法律修正案草案和行政法规修改决定。 [56]
- 第55次常务会议（2014年7月16日）[57][58]
- 第56次常务会议（2014年7月16日）：听取国务院出台政策措施推进情况督查汇报并部署狠抓落实与整改，强调要强化责任、真抓实干、务求实效。[57]
- 第57次常务会议（2014年7月23日）：部署多措并举缓解企业融资成本高问题，审议通过《企业信息公示暂行条例（草案）》，推动构建公平竞争市场环境。[59]
- 第58次常务会议（2014年7月30日）：部署做好为农民工服务工作，有序推进农业转移人口市民化；讨论《不动产登记暂行条例（征求意见稿）》，决定向社会公开征求意见；确定适时发布大城市城镇调查失业率数据，更好服务经济社会发展。[60]
- 第59次常务会议（2014年8月19日）：听取云南鲁甸地震抗震救灾最新情况汇报、研究安排恢复重建等工作，决定推出进一步简政放权措施、持续扩大改革成效，部署加快发展科技服务业、为创新驱动提供支撑。[61]
- 第60次常务会议（2014年8月27日）：确定加快发展商业健康保险，助力医改、提高群众医疗保障水平；部署推进生态环保养老服务等重大工程建设，以调结构促发展、推升级；听取政策措施落实第三方评估汇报，改革创新政府管理方式。[62]
- 第61次常务会议（2014年9月2日）：研究完善预算管理促进财政收支规范透明的相关意见，部署加快发展体育产业、促进体育消费推动大众健身。[63]
- 第62次常务会议（2014年9月17日）：部署进一步扶持小微企业发展推动大众创业万众创新，决定全面建立临时救助制度、为困难群众兜底线救急难。[64]
- 第63次常务会议（2014年9月24日）：部署完善固定资产加速折旧政策、促进企业技术改造、支持中小企业创业创新，决定进一步开放国内快递市场、推动内外资公平有序竞争。[65]
- 第64次常务会议（2014年9月29日）：确定加强进口的政策措施，促进扩大对外开放；决定实施煤炭资源税改革，推进清费立税、减轻企业负担；部署强化审计工作，推动政策措施落实、服务经济社会发展。[66]
- 第65次常务会议（2014年10月8日）：决定再次修订政府核准的投资项目目录，促进有效投资和创业；听取对中央企业监督检查情况的汇报，推进国企改革发展。[67]
- 第66次常务会议（2014年10月24日）：决定创新重点领域投融资机制、为社会有效投资拓展更大空间，部署鲁甸地震灾后恢复重建工作、建设灾区宜居宜业新家园。[68]
- 第67次常务会议（2014年10月29日）：部署推进消费扩大和升级，促进经济提质增效；决定进一步放开和规范银行卡清算市场，提高金融对内对外开放水平；确定发展慈善事业措施，汇聚更多爱心扶贫济困。[69]
- 第68次常务会议（2014年11月5日）：决定削减前置审批、推行投资项目网上核准，释放投资潜力、发展活力；部署加强知识产权保护和运用，助力创新创业、升级“中国制造”。[70]
- 第69次常务会议（2014年11月15日）：部署加快推进价格改革，更大程度让市场定价；决定实施普遍性降费，进一步为企业特别是小微企业减负添力；确定促进云计算创新发展措施，培育壮大新业态新产业。[71]
- 第70次常务会议（2014年11月19日）：决定进一步采取有力措施、缓解企业融资成本高问题，部署促进贫困地区儿童发展、让困难家庭孩子拥有美好未来，讨论通过《中华人民共和国促进科技成果转化法修正案（草案）》。[72]
- 第71次常务会议（2014年11月26日）[73]
- 第72次常务会议（2014年12月3日）[74]
- 第73次常务会议（2014年12月12日）[75]
- 第74次常务会议（2014年12月24日）[76]
- 第75次常务会议（2014年12月31日）[77]

### 2015年
- 第76次常务会议（2015年1月7日）[78][79]
- 第77次常务会议（2015年1月7日）[78]
- 第78次常务会议（2015年1月14日）[80]
- 第79次常务会议（2015年1月19日）[81]
- 第80次常务会议（2015年1月28日）[82]
- 第81次常务会议（2015年2月6日）[83]
- 第82次常务会议（2015年2月11日）[84]
- 第83次常务会议（2015年2月25日）[85]
- 第84次常务会议（2015年3月18日）[86]
- 第85次常务会议（2015年3月25日）[87]
- 第86次常务会议（2015年4月1日）[88]
- 第87次常务会议（2015年4月8日）[89]
- 第88次常务会议（2015年4月15日）[90]
- 第89次常务会议（2015年4月21日）[91]
- 第90次常务会议（2015年4月28日）[92]
- 第91次常务会议（2015年5月6日）[93]
- 第92次常务会议（2015年5月13日）[94]
- 第93次常务会议（2015年6月4日）[95]
- 第94次常务会议（2015年6月10日）[96]
- 第95次常务会议（2015年6月17日）[97]
- 第96次常务会议（2015年6月24日）[98]
- 第97次常务会议（2015年7月8日）[99]
- 第98次常务会议（2015年7月15日）[100]
- 第99次常务会议（2015年7月22日）[101]
- 第100次常务会议（2015年7月28日）[102]
- 第101次常务会议（2015年7月31日）[103]
- 第102次常务会议（2015年8月19日）[104][105]
- 第103次常务会议（2015年8月26日）[106]
- 第104次常务会议（2015年9月1日）[107]
- 第105次常务会议（2015年9月16日）[108]
- 第106次常务会议（2015年9月23日）[109]
- 第107次常务会议（2015年9月29日）[110]
- 第108次常务会议（2015年10月14日）[111]
- 第109次常务会议（2015年10月21日）[112]
- 第110次常务会议（2015年11月4日）[113]
- 第111次常务会议（2015年11月11日）[114]
- 第112次常务会议（2015年11月13日）[115]
- 第113次常务会议（2015年11月18日）[116]
- 第114次常务会议（2015年12月2日）[117]
- 第115次常务会议（2015年12月9日）[118]
- 第116次常务会议（2015年12月16日）[119]
- 第117次常务会议（2015年12月23日）[120]

### 2016年
- 第118次常务会议（2016年1月6日）[121]
- 第119次常务会议（2016年1月13日）[122]
- 第120次常务会议（2016年1月22日）[123]
- 第121次常务会议（2016年1月27日）[124]
- 第122次常务会议（2016年2月3日）[125]
- 第123次常务会议（2016年2月14日）[126]
- 第124次常务会议（2016年2月17日）[127]
- 第125次常务会议（2016年2月24日）[128]
- 第126次常务会议（2016年3月18日）[129]
- 第127次常务会议（2016年3月30日）[130]
- 第128次常务会议（2016年4月6日）[131]
- 第129次常务会议（2016年4月13日）[132]
- 第130次常务会议（2016年4月20日）[133]
- 第131次常务会议（2016年4月27日）[134]
- 第132次常务会议（2016年5月4日）[135]
- 第133次常务会议（2016年5月11日）[136]
- 第134次常务会议（2016年5月18日）[137]
- 第135次常务会议（2016年6月1日）[138]
- 第136次常务会议（2016年6月8日）[139]
- 第137次常务会议（2016年6月15日）[140]
- 第138次常务会议（2016年6月22日）[141]
- 第139次常务会议（2016年6月29日）[142]
- 第140次常务会议（2016年7月7日）[143]
- 第141次常务会议（2016年7月19日）[144]
- 第142次常务会议（2016年7月20日）[145]
- 第143次常务会议（2016年7月27日）[146]
- 第144次常务会议（2016年8月16日）[147]
- 第145次常务会议（2016年8月24日）[148]
- 第146次常务会议（2016年9月1日）[149]
- 第147次常务会议（2016年9月5日）[150]
- 第148次常务会议（2016年9月14日）[151]
- 第149次常务会议（2016年10月8日）[152]
- 第150次常务会议（2016年10月14日）[153]
- 第151次常务会议（2016年10月19日）[154]
- 第152次常务会议（2016年10月31日）[155]
- 第153次常务会议（2016年11月15日）[156][157]
- 第154次常务会议（2016年11月15日）[156]
- 第155次常务会议（2016年11月23日）[158]
- 第156次常务会议（2016年11月29日）[159]
- 第157次常务会议（2016年12月7日）[160]
- 第158次常务会议（2016年12月21日）[161]
- 第159次常务会议（2016年12月28日）[162]

### 2017年
- 第160次常务会议（2017年1月4日）[163]
- 第161次常务会议（2017年1月11日）[164]
- 第162次常务会议（2017年1月18日）[165]
- 第163次常务会议（2017年2月3日）[166]
- 第164次常务会议（2017年2月8日）[167]
- 第165次常务会议（2017年2月22日）[168]
- 第166次常务会议（2017年3月17日）[169]
- 第167次常务会议（2017年4月5日）[170]
- 第168次常务会议（2017年4月12日）[171]
- 第169次常务会议（2017年4月19日）[172]
- 第170次常务会议（2017年4月26日）[173]
- 第171次常务会议（2017年5月3日）[174]
- 第172次常务会议（2017年5月10日）[175]
- 第173次常务会议（2017年5月17日）[176]
- 第174次常务会议（2017年5月24日）[177]
- 第175次常务会议（2017年6月7日）[178]
- 第176次常务会议（2017年6月14日）[179]
- 第177次常务会议（2017年6月21日）[180]
- 第178次常务会议（2017年7月5日）[181]
- 第179次常务会议（2017年7月12日）[182]
- 第180次常务会议（2017年7月19日）[183]
- 第181次常务会议（2017年7月28日）[184]
- 第182次常务会议（2017年8月18日）[185]
- 第183次常务会议（2017年8月23日）[186]
- 第184次常务会议（2017年8月30日）[187]
- 第185次常务会议（2017年9月6日）[188]
- 第186次常务会议（2017年9月13日）[189]
- 第187次常务会议（2017年9月20日）[190]
- 第188次常务会议（2017年9月27日）[191]
- 第189次常务会议（2017年10月9日）[192]
- 第190次常务会议（2017年10月16日）[193]
- 第191次常务会议（2017年10月30日）[194]
- 第192次常务会议（2017年11月8日）[195]
- 第193次常务会议（2017年11月22日）[196]
- 第194次常务会议（2017年12月6日）[197]
- 第195次常务会议（2017年12月13日）[198]

### 2018年
- 第196次常务会议（2018年1月3日）[199]
- 第197次常务会议（2018年1月17日）[200]
- 第198次常务会议（2018年2月7日）[201]